# Assen Suitschmesow
Assen Grigorow Suitschmesow (auch Asen Grigorov Suichmezov geschrieben, bulgarisch Асен Григоров Суичмезов; * 6. Juli 1899 in Kjustendil; † 4. Juli 1978 ebenda) war ein bulgarischer Geschäftsmann. Er war als Gerechter unter den Völkern bekannt, welcher die bulgarischen Juden vor der Deportation in Konzentrationslager im Zweiten Weltkrieg bewahrte.

## Leben
Suitschmesow wurde als Sohn einer Händlerfamilie in Kjustendil geboren, welche im jüdischen Viertel der Stadt wohnte. Er war in der jüdischen Gemeinde engagiert und war ein geschätzter Geschäftsmann, auch war er Vorstandsmitglied einer lokalen Bank und Eigentümer einer Fabrik für Lederjacken. Seine intensiven Beziehungen zur jüdischen Gemeinde in Kjustendil machten ihn mehrmals zum Ziel von Attacken durch faschistische Bewegungen.

## Die Rettung der bulgarischen Juden im Zweiten Weltkrieg
Mit dem Ausbruch des Zweiten Weltkrieges erklärte Bulgarien seine Neutralität, jedoch verfolgte die Regierung eine pro-deutsche Linie mit dem Ziel, durch Unterstützung einer führenden europäischen Macht die im Vertrag von Neuilly-sur-Seine verlorenen Gebiete zurückzuerlangen. Dies hatte antisemitische Vorangehensweisen gegen die jüdische Bevölkerung zufolge.
Am 23. Januar 1941 wurde das bulgarische Gesetz der Volksverteidigung veröffentlicht, welches den Nürnberger Gesetzen ähnelte. Am 1. März 1941 unterzeichnete der bulgarische Premierminister Bogdan Filow in Wien den Dreimächtepakt, wodurch Bulgarien zu einem Verbündeten der Achsenmächte wurde und die Wehrmacht die Königreiche Jugoslawien und Griechenland erobern konnte.
Am 22. Februar 1943 bewilligte die bulgarische Regierung mit einem Vertrag, welchen Aleksandar Belew und Theodor Dannecker, enger Mitarbeiter Adolf Eichmanns und Judenreferent, unterzeichneten, die Deportation der Juden aus den annektierten Gebieten in Konzentrationslager.
Schon am 1. März 1943 begann die bulgarische Polizei in jüdischen Häusern Personenaufnahmen zu tätigen. Drei Tage später begann die Deportation der Juden aus Makedonien, Westthrakien und Pirot in das Vernichtungslager Treblinka.
Am 6. März 1943 wurde den Juden aus Kjustendil befohlen, sich auf die Deportation mit Nahrung und Bekleidung, die für ein paar Tage reichen sollte, vorzubereiten. Daraufhin wandten sich jüdische Gemeindevorstände an Personen des öffentlichen Lebens mit der Bitte um Unterstützung, den Befehl aufzuheben. Mit der Absicht, als Delegation die Deportation zu verhindern, wollten sich Delegierte auf den Weg nach Sofia machen, wurden jedoch vom Bürgermeister aufgehalten, indem er keinen Kraftstoff für die Automobile zur Verfügung stellte. Suitschmesow erklärte sich dazu bereit, Kutschen zu mieten, um so die Delegation zum nächstgelegenen Bahnhof zu bringen. Sein Sohn Gregor unterstützte die Aktion, indem er ihnen die Ankunft der Deportationszüge in der Stadt mitteilte.
Die Regierung übte massiven Druck auf die Delegation aus. Aus der anfangs 40-köpfigen Delegation verblieben nur noch vier Personen, unter diesen auch Suitschmesow. Als die Gerüchte über die Deportation sich nach Sofia verbreiteten, wandten sich jüdische Gemeindevorstände an Suitschmesow mit dem Anliegen, sie über das Geschehen in Kjustendil zu informieren.
Als die Delegierten in Sofia ankamen, wandten sie sich an den stellvertretenden Parlamentspräsidenten, Dimitar Peschew. Suitschmesow berichtete über die Verzweiflung der Juden in der Stadt, doch die Mehrheit der Regierungsmitglieder weigerten sich, den Berichten zu glauben oder zuzuhören.
Später trafen sich die Delegierten mit dem bulgarischen Innenminister Petar Gabrowski, mit dem Ziel, die Aufhebung des Deportationsbefehls zu erreichen und mit dem Argument, dass das Deportationsgesetz der Juden aus dem „alten Bulgarien“, Vorkriegsbulgarien rechtswidrig sei und dass der Befehl sich nur auf die annektierten Gebiete beziehe. Zuerst leugnete der Innenminister das Bestehen des Deportationsbefehls, doch nachdem man sein Leben bedrohte, gab er die angeordnete Deportation für den 10. März 1943 zu und befahl anschließend dem Bürgermeister, die Deportation zu untersagen. Sehr rasch verbreitete sich diese Nachricht in der jüdischen Gemeinschaft, sodass Freudentänze vor dem Parlament in Sofia stattfanden um die Delegierten zu feiern. Am Vormittag des 10. März 1943 wurde das Haus von Suitschmesow in Kjustendil von Gegner attackiert. Fenster und Wände wurden zerstört und beschmiert. Daraufhin versammelten sich freiwillig mehrere Juden aus Kjustendil, um das Haus von Suitschmesow wieder aufzubauen.
Nach der Machtergreifung der Kommunisten in Bulgarien, verlor Suitschmesow sein Hab und Gut und litt an schlechter Gesundheit. Nachdem einige Mitglieder der jüdischen Gemeinde von Kjustendil nach Israel auswanderten, wurde Suitschmesow vom Vorstand der Gemeinde finanziell unterstützt und über die Jahre geschätzt. Suitschmesow wurde von der Gedenkstätte der Märtyrer und Helden des Staates Israel im Holocaust Yad Vashem als Gerechter unter den Völkern anerkannt.
Suitschmesow starb im Jahre 1978. Eine Straße in Kjustendil wurde nach ihm benannt. 1997 wurde er zum Ehrenbürger seiner Heimatstadt ernannt und bekam postum dem bulgarischen Orden Stara Planina.